# Парижская коммуна (1871)
Парижская коммуна (фр. Commune de Paris) — революционное правительство Парижа во время событий 1871 года, когда вскоре после заключения перемирия с Пруссией во время Франко-прусской войны в Париже начались волнения, вылившиеся в революцию и установление самоуправления, длившегося 72 дня (с 18 марта по 28 мая). Во главе Парижской коммуны стояли объединённые в коалицию неоякобинцы, социалисты и анархисты. Уже 26 марта прошли выборы в Парижскую коммуну.
Собственно, слово коммуна означает территориальную единицу и орган местного самоуправления; в этом качестве коммуна Парижа существовала и организовывалась и раньше, но после событий 1871 года это название без уточнений закрепилось именно за ними.
По мнению Карла Маркса, являлась первым в истории примером диктатуры пролетариата. Стала важным символом государственной пропаганды в СССР и других социалистических странах.

## Предыстория коммуны

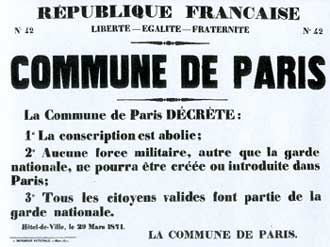
Декрет Парижской коммуны об отмене призыва и передаче военного контроля над Парижем Национальной гвардии

Когда в начале 1860-х годов против второй империи начала борьбу буржуазия, рабочие завоевали себе большую свободу. Появились рабочие союзы, которые защищали экономические интересы рабочих, стремились к повышению заработной платы, к сокращению рабочего дня и т. п., для чего устраивали стачки. Одновременно с этим, во Франции организовалось представительство Первого интернационала (Международное товарищество рабочих, МТР), независимое от лондонского Генерального совета. Основателями и руководителями французской секции МТР явились люди, принявшие программу Прудона: они стремились к мирной социальной революции при посредстве взаимного безвозмездного кредита («мютюэлизм»). Наряду с французским отделением МТР образовалась радикальная революционная фракция «бланкистов» (по имени своего лидера, Луи Бланки́), проповедовавшая утопический коммунизм и отличавшаяся радикализмом в методах борьбы.
Когда в 1867 году Международное товарищество рабочих провело политическую демонстрацию против экспедиции в Рим (главным образом, с целью отклонить обвинение в союзе с бонапартизмом), её бюро было закрыто (1868). Вследствие этого, умеренные и мирно настроенные «мютюалисты» (Толен, Фрибур) стали терять руководящее значение, и рабочая масса подпала под влияние крайних (Варлен, Шален, Пэнди).

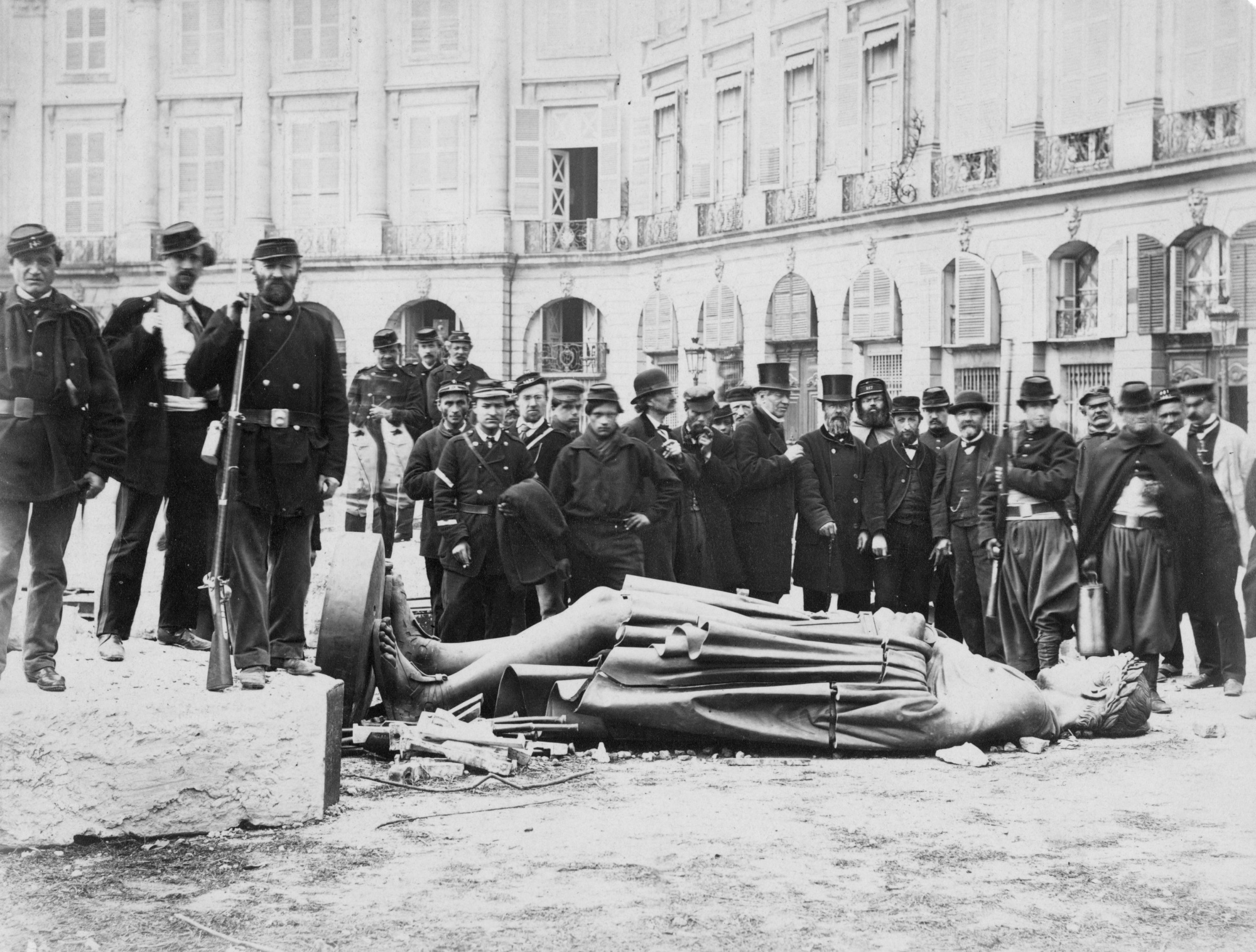
Разрушение Вандомской колонны

В конце 1860-х годов большим распространением, особенно в низших слоях буржуазии, стал пользоваться революционный радикализм, мечтавший об идеалах Робеспьера; определённой программы он не выставлял, и принципы «justice éternelle» (вечная справедливость) и «fraternité éternelle» (вечное братство) каждым оратором понимались по-своему. В одном только сходились все оппозиционные элементы — в ненависти к империи. Когда она пала, новое «правительство народной обороны» создано было исключительно населением Парижа.
Тогда-то проявилось и громко заявило о себе стремление к учреждению коммуны, в которой видели панацею от всех зол и бедствий, обрушившихся на Францию. У одних требование коммуны имело значение простого протеста против невыносимой централизации управления, усилившейся при Наполеоне III. Другие выдвигали традиции первой революции, когда парижская коммуна руководила победоносной борьбой с коалицией держав. Приверженцы Прудона мечтали о разложении Франции на ряд автономных общин, из которых каждая самостоятельно определяла бы свой хозяйственный быт и ввела бы своих членов в обетованную страну «мютюализма». Наконец, идея коммуны встретила большое сочувствие и у революционеров-коммунистов, глава которых, Бланки, лично явился тогда в Париж.
Во время франко-прусской войны была образована парижская национальная гвардия: все граждане, изъявившие на то желание, были вооружены и несли службу под начальством офицеров, ими же избранных. В короткое время численность национальной гвардии достигла 300 тысяч человек. Национальным гвардейцам назначено было жалованье: служба в национальной гвардии обеспечивала тех, которые остались без работы вследствие осады Парижа. Командовать парижской национальной гвардией был назначен генерал Клемент Тома.
К облегчению экономического кризиса в Париже направлены были и другие правительственные меры. Так, все вещи, заложенные в кассах ссуд за сумму менее 15 франков, были выкуплены за государственный счёт; платежи за квартиры и по векселям были приостановлены на неопределённый срок. Между тем Париж не мог более держаться. Бисмарк требовал, чтобы все без исключения войска, находившиеся в Париже, были обезоружены. Жюль Фавр объявил, что он не имеет возможности обезоружить национальную гвардию иначе, как посредством уличного боя. Решено было, что большая часть регулярных войск сложит оружие. О национальной же гвардии в VII статье договора о перемирии было прямо выражено, что она сохраняет оружие. Перед вступлением немцев в Париж, гвардейцы при помощи населения переместили артиллерийские орудия в специальные места города, которые находились на расстоянии от маршрута прохода немецких войск. Один из крупнейших «артиллерийских парков» был на высотах Монмартра.

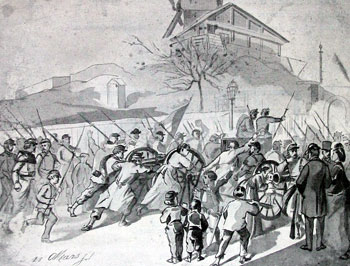
Исторический рисунок, на котором жители Парижа помогают затащить два орудия национальной гвардии на Монмартр

8 февраля 1871 года состоялись выборы в новое национальное собрание. В Париже подавляющим большинством голосов избраны были представители радикальной демократии — Виктор Гюго, Ледрю-Роллен, Флоке, Локруа и другие, обещавшие выступить с требованием децентрализации и свободы общин. Из чистых социалистов, различные фракции которых выставили общий список кандидатов, в депутаты попали лишь немногие, в том числе «мютюалисты» Толен и Малон. Провинция послала в национальное собрание большей частью лиц, склонных к восстановлению монархии в той или иной форме. Главой правительства избран был Тьер.
Назначенный военачальником национальной гвардии Парижа генерал Орель созвал 8 марта 1871 года совещание, на котором присутствовало всё тогдашнее городское правление. Глава первого парижского округа, т. е луврского, высказался о том, что неподчинение капитулянтским мерам правительства приведёт к катастрофе. Глава девятого округа Парижа говорил, что бедственное положение парижских рабочих толкнёт их к восстанию. Он говорил также о вопросах, связанных с квартиросъемщиками. Орель ответил, что данные вопросы активно обсуждается, что министр внутренних дел назначит специальную комиссию для решения данных вопросов.
Один из первых его декретов был направлен против национальной гвардии: право на жалованье сохранено было только за теми национальными гвардейцами, которые документально могли доказать свою бедность и неимение работы. 100 000 национальных гвардейцев, принадлежавших к более зажиточному классу и представлявших собой политически умеренные элементы национальной гвардии, покинули службу, а вместе с ней и Париж: радикальные элементы получили безусловный перевес. Образована была комиссия из 18 членов, — людей, большей частью, совершенно безвестных, — на которую возложено было составление статутов для предложенной организации национальной гвардии. 3 марта обнародованы были эти статуты, которыми учреждена была Республиканская федерация национальной гвардии (почему сторонники коммуны впоследствии и назывались федератами). Устанавливалось генеральное собрание из делегатов отдельных рот и батальонов; каждый батальон и каждый легион (легион — совокупность батальонов каждого парижского округа) избирал свои местные комитеты, во главе же всей организации был поставлен центральный комитет, в состав которого входили от каждого округа по 2 делегата (назначаемых, независимо от чина, легионным комитетом) и по одному батальонному командиру (избираемому собранием всех батальонных командиров округа). Так как Париж разделён на 20 округов, то всех членов центрального комитета должно было быть 60. В действительности организация эта никогда не была вполне осуществлена: батальонных и легионных комитетов образовано было немного. Центральный комитет, открывший свои действия 15 марта в составе 30 членов, никогда не имел их более 40. Из членов международной ассоциации рабочих в комитет вступил один только Варлен.
Между тем бордосское правительство начало подготавливать уничтожение национальной гвардии. Главным начальником её оно назначило генерала Орель де Паладина. И он, и главнокомандующий регулярными войсками, генерал Винуа были рьяными бонапартистами. Париж, опасаясь государственного переворота, начал готовиться к революции, тем более, что при полной безработице паёк национального гвардейца для многих десятков тысяч был единственным спасением от голодной смерти.
10 марта национальное собрание в Бордо приняло два декрета. В силу первого декрета местопребыванием правительства и национального собрания объявлен Версаль; вторым декретом постановлено, что все векселя, которым срок истёк 13 ноября, должны быть оплачены к 13 марта, то есть в двухдневный срок. Этим вся мелкая буржуазия, которая ещё имела что терять и представляла элемент сравнительно мирно настроенный, осуждена была на гибель: в течение 5 дней, с 13 по 17 марта, в Париже опротестовано было не менее 150 000 векселей. Парижский депутат Мильер настоятельно требовал от собрания, чтобы оно допустило дальнейшую отсрочку платежа квартирных денег, которые 6 месяцев уже не вносились. Но собрание воздержалось от всякого постановления по этому вопросу. Этим 200-300 тысяч рабочих, ремесленников, мелких торговцев, истративших все свои сбережения и никакой работы не находивших, преданы были на волю и милость домовладельцев.
После заключения перемирия в Версале мобильная гвардия и регулярная армия, составлявшая изначально 12 000 человек, а затем, по указанию пруссаков, 40 000, была полностью разоружена. Национальная гвардия, видя предательскую политику буржуазного правительства Тьера не захотела сдавать свое оружие. Более того, нацгвардия сосредоточила часть брошенных орудий в своих руках, что очень не понравилось министру внутренних дел Эрнесту Пикару, который в официальном правительственном вестнике назвал действия нацгвардии преступными.
Правительство несколько раз пыталось с наскока взять контроль над парками орудий, но всякая их попытка была тщетной. 17 марта жандармы подошли к Ваграмской площади, где помещался парк, но они были отброшены нацгвардией.
15 марта Тьер прибыл в Париж и приказал овладеть пушками национальной гвардии, которые собраны были на высотах Монмартра и охранялись весьма слабым караулом. Движение войска на Монмартр, произведённое на рассвете 18 марта, удалось. Изначально республиканская гвардия, возглавляемая дивизионным генералом Леконтом, отбросила силы национальной гвардии, но для того, чтобы увезти пушки, не захватилa с собой упряжи и лошадей. Пока войска дожидались упряжи, собралась национальная гвардия. Нацгвардейцы объединили свои подразделения и окружили республиканскую гвардию; в результате её разоружила толпа гражданских, которым они не оказали сопротивление. Солдаты побратались с нацгвардейцами и арестовали своих высших начальников; генерал Леконт, отдавший приказ стрелять в толпу, был сначала заключён в тюрьму Шато-Руж, а затем расстрелян своими солдатами, та же участь постигла и оказавшегося поблизости генерала Клемента Тома, который шпионил в гражданском, зарисовывая план баррикад на Монмартре. Тома арестовали в два часа дня, затем переправили в Шато-Руж. Позже одиннадцать департаментов Парижа последовали примеру Монмартра.
Армейские части по всему городу стали присоединяться к восстанию, что вынудило Тьера поспешно вывести из столицы в Версаль оставшиеся верными войска, полицию, административных работников и специалистов.

## Становление коммуны

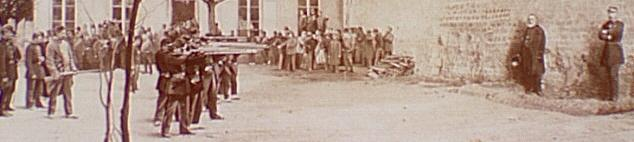
Расстрел генералов Леконта и Тома их же восставшими солдатами. Постановочная реконструкция

Фактическим властителем Парижа оказался Центральный Комитет Национальной гвардии. Париж, отрезанный от остальной Франции, поднял знамя коммуны: всякому округу и всякой более-менее значительной городской общине предлагалось по собственному усмотрению устанавливать свой политический и социальный строй, представительство же общенациональных интересов предполагалось возложить на конгресс делегатов отдельных общин. На 26 марта назначены были выборы в общинный совет, в которых приняли участие 229 тыс. из 485 тыс. зарегистрированных избирателей. 160 тыс. голосов подано было за коммуну, 60 тыс. — против неё. Соответственно этому в состав совета избраны были 71 коммунар и 21 противник коммуны. Последние или не приняли полномочий, или вскоре сложили их с себя. На 16 апреля назначены были дополнительные выборы, которые, насколько они вообще могли состояться при уклонении значительной части населения от участия в подаче голосов, послали в ратушу одних только коммунаров. Из 78 членов совета коммуны 19 принадлежали к международной ассоциации; остальные были частью революционеры-якобинцы, частью социалисты различных фракций, и среди последних больше всего было бланкистов (сам Бланки был ещё 17 марта арестован в провинции).
С образованием совета коммуны, центральный комитет, действовавший в качестве временного правительства, должен был бы прекратить своё существование; но он не захотел отказаться от власти. В умственном отношении совет коммуны стоял выше комитета, но и он оказался не на высоте своего призвания, представлявшего большие трудности. Среди членов совета не было ни даровитых военачальников, ни испытанных государственных людей; до тех пор почти все они действовали лишь в качестве агитаторов. Из ветеранов революции в совете коммуны заседали Делеклюз и Пиа.
Первый из них, якобинец, после всех перенесённых им испытаний, представлял собой только развалины. Пиа, даровитый публицист, но чистый теоретик, совершенно запутавшийся в противоречиях, обуреваемый безграничным тщеславием и в то же время трусливостью, совершенно не подходил к той крупной роли, которая выпала ему на долю. Из всех фракций, представленных в совете коммуны, наиболее серьёзным элементом явились 19 членов международной ассоциации. Самыми выдающимися из них были Варлен, Вальян, Малон и Франкель. Они лучше других понимали социальный вопрос, действовали с наибольшим благоразумием и, за немногими исключениями, держались вдали от преступлений коммуны; из их среды вышла большая часть самых дельных администраторов коммуны.
Бланкисты — самая крайняя социально-революционная фракция того времени — имели в ратуше около 20 мест; верные своему учению, они представляли собой элемент, не останавливавшийся ни перед каким насилием; самый выдающийся из этой группы — Эд (Eudes). Наряду с ними заседали в совете коммуны и самые ярые ораторы парижских клубов революционно-якобинского направления. В числе их были даровитые, но беспочвенные мечтатели: живописец Курбе, Верморель, Флуранс, Валлес, остроумный хроникёр бульварной прессы; среди них наиболее выдавались Рауль Риго и Ферре.
При таком пёстром составе совета коммуны, деятельность его в сфере управления и даже защиты Парижа, по признанию самих коммунаров, представляла картину розни и разброда. В совете образовалось несколько партий, которые всякими правдами и неправдами поддерживали своих, раздавая им высшие должности. Даже члены совета, которые вообще с самоотвержением служили делу коммуны, отвергали услуги лиц дельных, способных и испытанных, если только они не принадлежали к их партии.
Совет коммуны был одновременно и законодательным корпусом, и высшим правительственным установлением. В качестве последнего он распадался на 10 комиссий. Главное руководительство всеми отраслями управления возложено было на исполнительную (экзекуционную) комиссию из 7 членов, в числе которых были Пиа, Эд и Вальян. Затем образованы были комиссии военная, финансов, юстиции, общественной безопасности, народного продовольствия, публичных работ (Бабик), народного просвещения, внешних сношений, труда и обмена (échange). Членами последней комиссии были Малон, Франкель, Тейсс, Авриаль и Жерарден — все рабочие и члены международной ассоциации. Заведование делами чисто городскими распределено было между членами совета по округам, представителями которых они являлись. Жалованье, которое получали чины коммуны, не должно было превышать 6000 франков, но фактически оно, большей частью, было значительно меньше. Вообще во всем, что касалось денежной стороны дела, правительство коммуны проявило большую честность. В области социальных реформ правительство коммуны не имело определённой программы, так как в совете проявились три равносильные, но существенно различные социально-политические течения: коммунизм (бланкистов), прудонизм и якобинизм; наконец, приходилось считаться и с интересами мелкой буржуазии, которая сражалась в рядах федералистов. Единственный акт, в котором излагается общая программа коммуны — её «Декларация к французскому народу» от 19 апреля (так называемое завещание коммуны) — не идёт дальше общих мест, представляющих отклик прудоновских изречений.

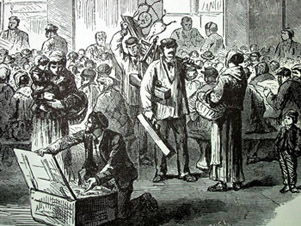
Коммуна выдаёт рабочим инструменты, заложенные во время осады

Что касается отдельных социально-политических мероприятий коммуны, то разрешено было не платить домовладельцам квартирных денег с октября 1870 года по июль 1871 года, отсрочены платежи по векселям, приостановлена продажа просроченных залогов. 6 мая постановлено было, что все вещи, заложенные в ломбарде ранее 26 апреля, в сумме не превышающей 20 франков, и состоящие из одежды, белья, мебели, книг и рабочих инструментов, могут быть получены обратно без выкупа. Запрещены были вычеты из заработной платы, ночная работа в пекарнях; определён минимальный размер вознаграждения для лиц, состоящих в услужении; решено при всех подрядах и поставках для города отдавать предпочтение рабочим ассоциациям перед частными предпринимателями. Декрет от 16 апреля передавал производительным ассоциациям все промышленные заведения, покинутые владельцами, причём за последними сохранено было право на вознаграждение. Коммуна признала за незаконнорождёнными все права законных детей; декретировала отделение церкви от государства, с прекращением отпуска всяких сумм на духовенство; церковные имущества объявила народной собственностью; делала попытки к введению республиканского календаря; приняла красное знамя. Некоторые из комиссий коммуны функционировали сносно, особенно если принять во внимание необычайную обстановку, при которой они действовали. Особенно выделялась комиссия финансов, руководимая Журдом, бывшим бухгалтером; в то время как он ворочал миллионами (бюджет коммуны с 20 марта по 30 апреля составлял 26 млн франков), Журд для себя лично ограничивался жалованьем мелкого конторщика, его жена продолжала служить прачкой, а ребёнок посещал школу для бедных.
21 апреля был утверждён следующий состав комиссий Коммуны:
- Военная комиссия — Делеклюз, Тридон, Авриаль, Ранвье, Арнольд.
- Комиссия финансов — Белэ, Бийорэ, Виктор Клеман, Лефрансэ, Феликс Пиа.
- Комиссия общественной безопасности — Курне, Верморель, Ферре, Тренке, А. Дюпон.
- Комиссия продовольствия — Варлен, Паризель, Э. Клеман, Артюр Арну, Шампи.
- Комиссия юстиции — Гамбон, Дерёр, Клеманс, Ланжевен, Дюран.
- Комиссия труда и обмена — Тейс, Малон, Серрайе, Ш. Лонге, Шален.
- Комиссия внешних сношений — Лео Мелье, Шарль Жерарден, Амуру, Жоаннар, Урбен.
- Комиссия общественных служб — Остен, Везинье, Растуль, Ант. Арно, Потье.
- Комиссия просвещения — Курбе, Вердюр, Жюль Мио, Валлес, Ж. Б. Клеман.

Интересна история французского банка при коммуне. До образования совета коммуны центральный комитет, не решаясь захватить правительственные кассы, сделал в банке заём в 1 млн франков. В подвалах банка хранилось тогда наличными деньгами, ценными бумагами, вкладами и т. п. около 3 млрд франков. Захватом этих сумм коммуна могла бы нанести своим противникам неимоверный вред; но она не имела о них представления. Совет коммуны приставил к банку в качестве своего комиссара Белэ, добродушного старого инженера, которого вице-директор банка, де-Плёк, обошёл, представляя ему неверные отчёты. Даже тех сумм, о существовании которых Белэ знал, он решался касаться лишь с большой осторожностью. «Твердыня капитала, — говорит об этом коммунар Лиссагарэ, — в Версале не имела защитников более ревностных, чем в ратуше».
Хорошо направлялись монетное и почтовое дело: первым заведовал Камелина, вторым — Тейсс, оба — члены международной ассоциации. Но в общем деятельность комиссий свидетельствовала о полной неподготовленности и несостоятельности членов коммуны. Комиссия общественной безопасности с самого начала действовала очень плохо: полиция, во главе которой стоял прокурор коммуны, Рауль Риго, ничего не знала и ничего не замечала; антикоммунарские газеты, которые утром запрещались, вечером свободно продавались на бульварах; всюду проникали агенты версальского правительства. Общее руководительство военными действиями совершенно отсутствовало; кто хотел — делал вылазки, куда хотел — ставил пушки; одни не умели повелевать, другие не умели повиноваться.
Междоусобная война стала неизбежной после удаления Тьера в Версаль, но на успешное ведение её у Парижа не было шансов. Центральный комитет не понимал серьёзности положения. Назначенные им главнокомандующий национальной гвардии Люллье, бывший морской офицер, пивший запоем, и комендант Парижа Бержере, бывший наборщик, просто забыли занять важнейший из фортов Парижа, неприступный Мон-Валерьен, который Тьер по оплошности велел правительственным войскам очистить. Войска Винуа вновь заняли форт, а коммуна навсегда лишилась возможности перейти в наступление. Сначала силы версальцев были до того ничтожны, что они не могли помешать федералистам занять форты Исли, Ванв, Монруж, Бисетр и Венсенн, где хранились военные запасы, амуниция и 400 пушек (всего у федералистов было до 1600 пушек). Нейтральными оставались северные и восточные форты, находившиеся в руках немцев.
2 апреля произошла первая стычка между версальцами и федералистами. Тогда же обнаружилось, с какой беспощадной жестокостью будет вестись эта междоусобная война: 5 федералистов, захваченные в плен, были немедленно и без суда расстреляны версальцами. На следующий день федералисты, под предводительством Флуранса, Дюваля и Эда, сделали вылазку, но, предпринятая безо всякого плана, она кончилась неудачно; попавшие в плен федералисты, в том числе Флуранс и Дюваль, были расстреляны солдатами на месте. «Если версальцы — объявила коммуна — ведут войну как дикари, то да взыщется око за око и зуб за зуб». 6 апреля совет коммуны издал декрет о заложниках: каждое лицо, обвинённое в сношениях с версальским правительством, немедленно заключалось в тюрьму, судилось присяжными и, если было обвинено, оставалось заложником парижского народа; в число заложников поступали и военнопленные версальцы. На всякую казнь версальцами военнопленного или приверженца коммуны решено было отвечать расстрелом троих из этих заложников по жребию. Ещё раньше, 3 апреля, коммуна назначила главнокомандующим Клюзере, мало, впрочем, следившего за ходом военных действий и занимавшегося больше изданием приказов и циркуляров, которые звучали то меланхолически, то доктринёрски. Комендантом Парижа избран был поляк Домбровский, по-видимому — наиболее даровитый из военачальников коммуны. Совет коммуны издал декрет об обязательной службе в батальонах национальной гвардии всех граждан Парижа от 17- до 40-летнего возраста; но, при полной бездеятельности полиции, эта мера не усилила рядов федералистов ни одним солдатом.

## Падение коммуны

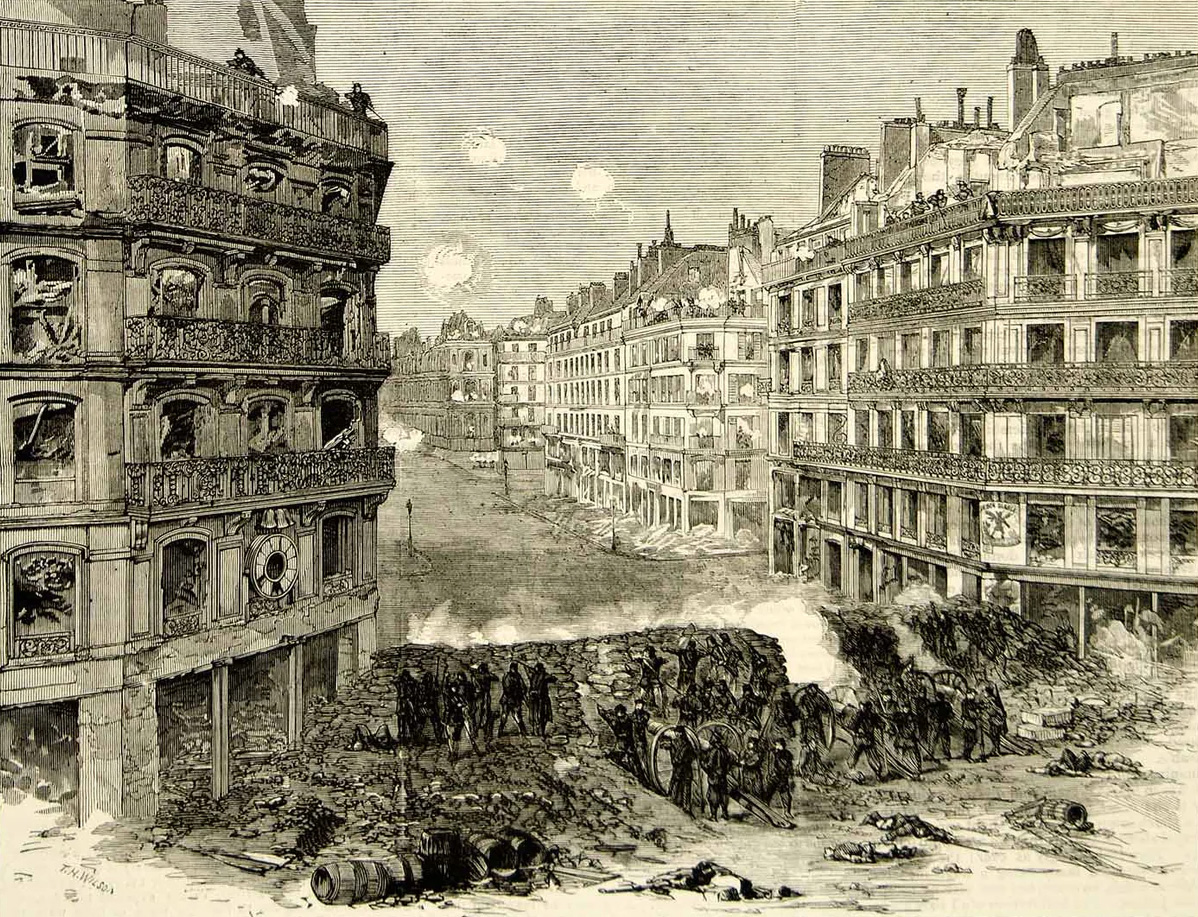
Коммунары обороняют баррикаду на улице Риволи

Федералисты всё ещё надеялись, что на защиту Парижа поднимется провинция; но совет коммуны упустил удобный момент для обращения к стране. 22 дня длилось обсуждение программы коммуны в различных комиссиях совета, и когда она наконец была обнародована, то было уже поздно, да к тому же в ней не было выставлено никаких определённых практических требований. Во многих промышленных центрах (Лион, Сент-Этьен, Марсель, Тулуза, Бордо, Лимож) восстания были легко подавлены. 21 мая версальцы без боя вступили в Париж, но им предстояло ещё завоевать улицы Парижа, заграждённые сильными баррикадами. Началась восьмидневная уличная битва.
В последние три дня коммуны из нескольких сот заложников, содержавшихся в тюрьмах Парижа, коммунары расстреляли 63 человека, в том числе парижского архиепископа Дарбуа. 28 мая наступил конец борьбе: весь Париж был уже в руках версальцев. Последний оплот коммунаров — форт Венсен — был сдан 29 мая, после чего начали свою работу военно-полевые суды. Из выдающихся деятелей коммуны пали в бою Верморель, Делеклюз и Домбровский; расстреляны без суда Варлен, Мильер, Риго и ещё раньше Флуранс и Дюваль, по суду — Россель и Ферре; в Новую Каледонию сосланы Рошфор и Журд. Число федералистов (коммунаров), расстрелянных без суда, в течение братоубийственной недели, Мак-Магон определяет в 15 000 человек, а генерал Аппер считает вдвое более.
Знамя, под которым велись последние бои Коммуны, в 1924 году было торжественно передано в СССР.

## Спор марксистов с анархистами
Важной движущей силой Коммуны были анархисты, последователи Прудона. Именно друг Прудона, художник Гюстав Курбе, руководил сносом Вандомской колонны — символа милитаризма, установленного в честь побед Наполеона. Ряд других выдающихся коммунаров, в том числе Луиза Мишель и Элизе Реклю, впоследствии стали ведущими фигурами анархистского движения. На баррикадах также сражались представители многих революционных течений. Ситуация осложнялась и тем, что Генеральный совет МТР сделал официальное заявление, а Маркс опубликовал свою работу «Гражданская война во Франции», в результате чего Коммуну стали связывать с Марксом. В действительности анархисты имели все основания претендовать на роль предводителей Коммуны, наряду с марксистами.

## Документальная история коммуны
История Парижской коммуны изучается историками не только по материалам французских архивов — в Российском государственном архиве социально-политической истории сохранились уникальные документы этого периода французской истории. В 1920—1930-е годы различными путями они попали в СССР, и ныне составляют значительный комплекс документов и музейных предметов (включая большие коллекции изобразительных материалов) в нескольких фондах РГАСПИ. Наиболее значительным из них является Фонд 230 — Парижская коммуна (1871), а также фонды лидеров коммуны и её активных участников. Ныне многие из этих документов и музейных предметов часто становятся экспонатами международных выставок. Ежегодно большое число французских исследователей приезжают в Москву для работы с этим важным блоком документальной истории коммуны.

## Память

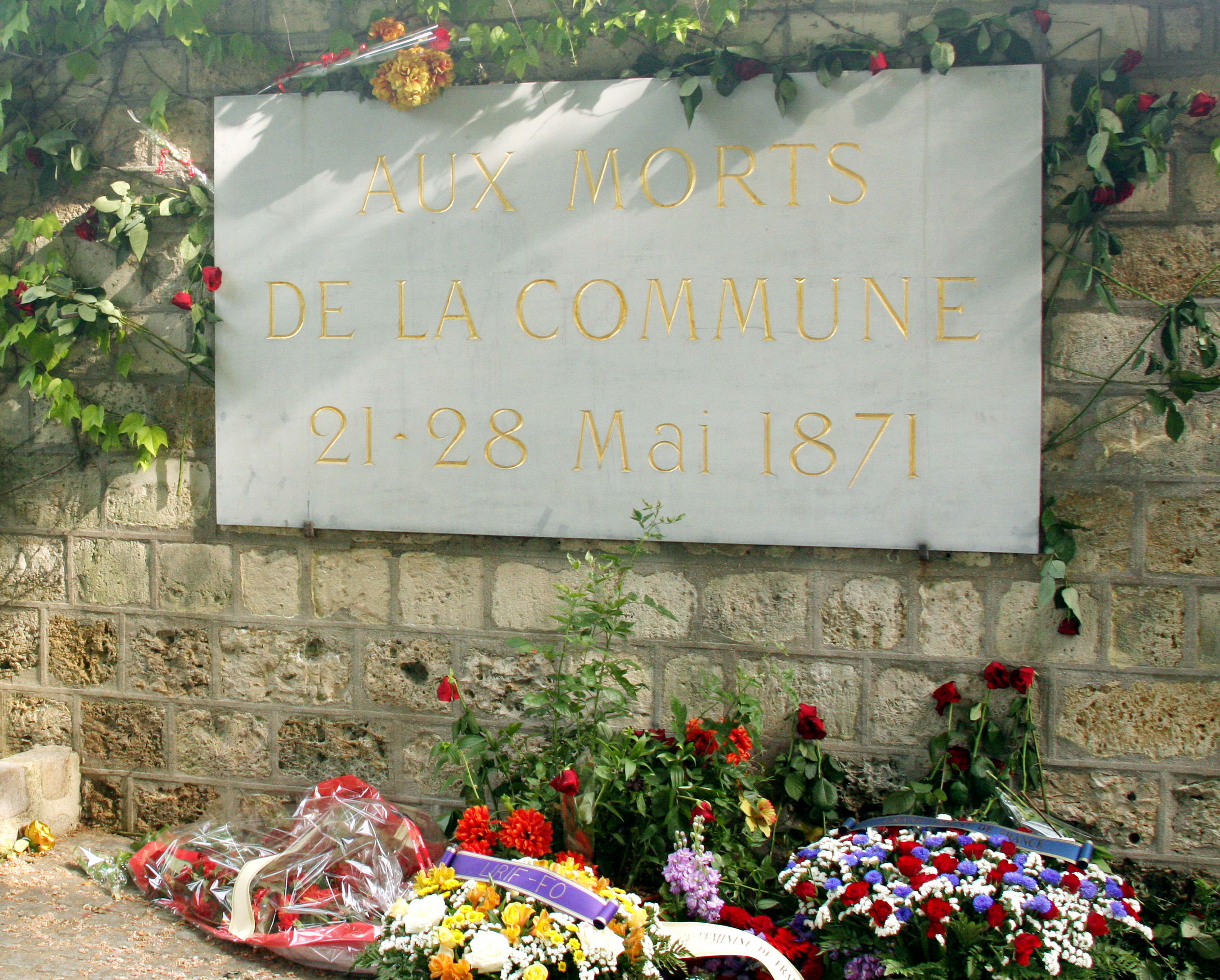
Стена коммунаров на кладбище Пер-Лашез сегодня. На мемориальной доске надпись: «Погибшим за Коммуну»

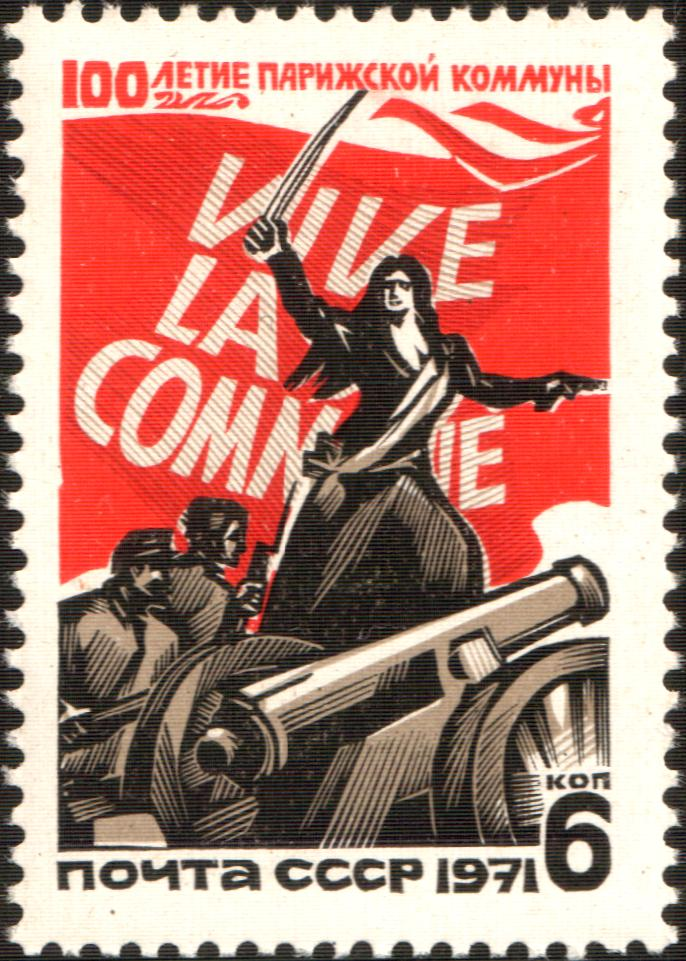
Почтовая марка СССР, 1971 год: 100-летие Парижской коммуны

Часть каменной стены в северо-восточной части парижского кладбища Пер-Лашез, где 28 мая 1871 года были расстреляны 147 защитников коммуны, известна как Стена коммунаров (фр. Mur des Fédérés — Стена Федералов). На стене размещена мемориальная доска. В этом месте желающие почтить память коммунаров возлагают цветы.
Декретом СНК от 2 декабря 1918 года «О еженедельном отдыхе и праздничных днях» 18 марта было объявлено в РСФСР нерабочим днём как государственный праздник - День Парижской коммуны. Он просуществовал до 1929 года. 
В 1971 году в СССР были выпущены почтовый конверт и почтовая марка, посвящённые 100-летию Парижской коммуны. Совместно, погашенные специальным штемпелем Первого дня, они составляют своеобразный картмаксимум и являются интересным предметом для коллекционирования.
В СССР именем «Парижская коммуна» было названо несколько населенных пунктов в Волгоградской, Воронежской, Иркутской и других областях. Линкор «Севастополь» в период с 1921 по 1943 годы также носил имя «Парижская коммуна». Кроме того, это имя было присвоено ряду предприятий: обувной фабрике в Москве, деревообрабатывающему заводу в Ярославле, трикотажной фабрике в Тверской области и другим. С 1919 года имя Парижской коммуны носят бывшая Дровянной площади города Екатеринбурга и бывшая Троицкая площадь в Минске.

## Фильмы
- «Новый Вавилон» — СССР, 1929
- «Зори Парижа» — СССР, 1936
- «Ярослав Домбровский» — Польша, СССР, 1975
- «Коммуна (Париж, 1871)» — Франция, 2000[7]
- «Проклятие Комунны» — Франция, 2021